# Jane III
Albums de Jane
Here We Are
(1973) Lady
(1975)
Jane III est le troisième album studio du groupe de rock progressif allemand, Jane. Il est sorti en 1974 sur ke label Brain et fut produit par Günter Körber.

## Historique
Cet album fut enregistré et mixé en février 1974 dans les studios de Conny Plank près de Cologne. Nouveau changement de personnel, Werner Nadolny (claviers) s'en va et le groupe voit le retour de Charlie Maucher à la basse et au chant. Jane compte maintenant deux guitaristes dans ses rangs, ce qui donne un son plus "hard rock" à ce troisième album, seul le titre "Way to Paradise", comprend un peu de piano.
Il est le premier album du groupe à être distribué aux États-Unis et au Canada ce qui amena le groupe à avoir une offre pour faire la première partie de la tournée nord-américaine du Grand Funk Railroad. Malheureusement les deux parties n'arrivèrent pas a s'entendre sur les conditions et Jane vit s'envoler ses rêves de carrière aux USA.

## Liste des titres
- Tous les titres sont signés par Klaus Hess, Peter Panka et Wolgang Krantz

### Face 1
1. Comin' Again - 9:40
2. Mother, You Don't Know - 5:52
3. I Need You - 4:50
4. Way to Paradise - 3:25

### Face 2
1. Early in the Morning - 5:20
2. Jane-session - 4:20
3. Rock'n'Roll Star - 4:47
4. King of Thule - 0:40
5. Baby, What You're Doin' - 3:05

## Musiciens
- Peter Panka: batterie, percussions, chant sur "Way to Paradise"
- Klaus Hess: guitare électrique & acoustique
- Charlie Maucher: basse, chant
- Wolgang Krantz: guitare, guitare Leslie, piano sur "Way to Paradise"